# Aurangzeb
 (décembre 2019).
Si vous disposez d'ouvrages ou d'articles de référence ou si vous connaissez des sites web de qualité traitant du thème abordé ici, merci de compléter l'article en donnant les références utiles à sa vérifiabilité et en les liant à la section « Notes et références ».
Abu Muzaffar Muhiuddin Muhammad Aurangzeb Âlamgir (né le 3 novembre 1618 à Dahod - mort le 3 mars 1707 à Ahmadnagar), connu usuellement sous le nom d'Aurangzeb (ornement du trône en persan), ou aussi sous le nom d'Âlamgir Ier (Conquérant du monde) qu'il s'était choisi pour régner, est le souverain de l'Empire moghol de 1658 à 1707, le dernier des Grands Moghols. C'est une figure très controversée de l'histoire de l'Inde. Sous son règne, l'Empire moghol aura atteint son apogée territorial, devenant la première économie du monde en détenant un quart du PIB mondial.

## Avant le pouvoir
Aurangzeb est le troisième fils de l'empereur Shâh Jahân et de Mumtaz Mahal. Dârâ Shikôh, son frère aîné, était le successeur désigné, Aurangzeb ne venant qu'en troisième dans l'ordre de succession. Son père le nomme gouverneur du Dekkan de 1636 à 1644, puis du Goujerat en 1645 et de l'Afghanistan en 1647 avec la charge de reprendre la ville de Kandahâr, mission dans laquelle il échoue. Il reprend alors sa première charge, s'installe dans la ville de Khidki (en) dont il fait sa capitale régionale et qui prendra le nom d'Aurangâbâd à son décès[réf. nécessaire]. Ses frères Shâh Shujâ et Murâd Baksh sont alors gouverneurs du Bengale et du Goujerat. En 1657, Shâh Jahân tombe malade et alors qu'Aurangzeb attaque son frère aîné, ses autres frères déclarent leur indépendance et s'autoproclament empereurs de leur province. Suivent des guerres intestines au cours desquelles Shâh Jahân finira par être emprisonné dans le fort d'Âgrâ, ses fils Mûrad Baksh et Dârâ Shikôh exécutés, tandis que Shâh Shujâ ne devra son salut qu'à sa fuite dans la jungle birmane où il finira probablement ses jours. Enfin le 31 juillet 1658, Aurangzeb s'installe sur le trône du Paon, le symbole du pouvoir moghol.

## Les années de règne
Expansionniste, Aurangzeb ne cessera jamais de guerroyer tout au long de son règne, et l'Empire moghol atteint avec lui sa plus grande étendue, dominant presque l'ensemble du sous-continent indien. Aurangzeb étendra les limites de l'Empire aussi bien à l'est, en soumettant l'Assam et en s'emparant du port de Chittagong, qu'à l'ouest, où il exercera un certain contrôle de l'Afghanistan, et au sud du Deccan, où les États de Tanjore et de Tiruchirapalli deviendront ses tributaires.
Avec ces victoires dans le sud, Aurangzeb porte la superficie de l'Empire moghol à 4 millions de kilomètres carrés. Et il a ainsi régné sur une population estimée à plus de 158 millions de sujets, avec un revenu annuel de 450 millions de dollars (dix fois plus que Louis XIV à la même période). En 1690, son royaume devint la première économie du monde, avec une valeur de près du quart du PIB mondial en 1700.
Mais son empire ne connaît pas pour autant la paix, et les révoltes se succèdent, attisées par son intransigeance religieuse : Jâts de Mathurâ, Bundelâ, Patiala, Sikhs conduits par Gurû Gobind Singh, Marathes fédérés par Shivaji qui établissent un empire hindou en s'opposant au pouvoir moghol.

## L'homme et son héritage
Aurangzeb est un musulman orthodoxe, adepte des interprétations les plus conservatrices du Coran. Il s'oppose en particulier à une certaine forme de soufisme, un courant mystique de l'islam qui remporte un grand succès en Inde et qu'il considère comme hérétique. Alors que ses prédécesseurs avaient été des mécènes assez éloignés de l'islam traditionnel, qui avaient permis l'apparition d'un art de la miniature très élaboré atteignant son apogée avant son règne, son rigorisme religieux va entraîner la décadence de cette forme d'art typiquement islamo-indien. Certaines interprétations de  la Charia islamique ne tolérant pas la musique, il bannit de la cour musiciens, danseurs et chanteurs.
Il encourage la destruction des sculptures dans des temples hindous, abattant d'ailleurs un grand nombre de ceux-ci, en particulier à Vârânasî (il rasa et pilla tous les temples hindous[réf. nécessaire]), Mathurâ et Ayodhyâ, construisant sur leur emplacement des mosquées en réutilisant les matériaux, créant ainsi des problèmes intercommunautaires qui subsistent jusqu'à nos jours. En 1679, il ordonne que soit restauré le prélèvement de la djizîa sur les non-musulmans, majoritaires dans l'Empire. Il a interdit aussi la pratique de la satî dans tout l'empire. Il installe ainsi une instabilité chronique sur le plateau du Dekkan, en particulier du fait du rebelle marathe Shivaji, qui le force à déplacer sa capitale de Delhi à Khidki où il restera jusqu'à la fin de son règne pour mieux contrôler la région. 

### Le bâtisseur

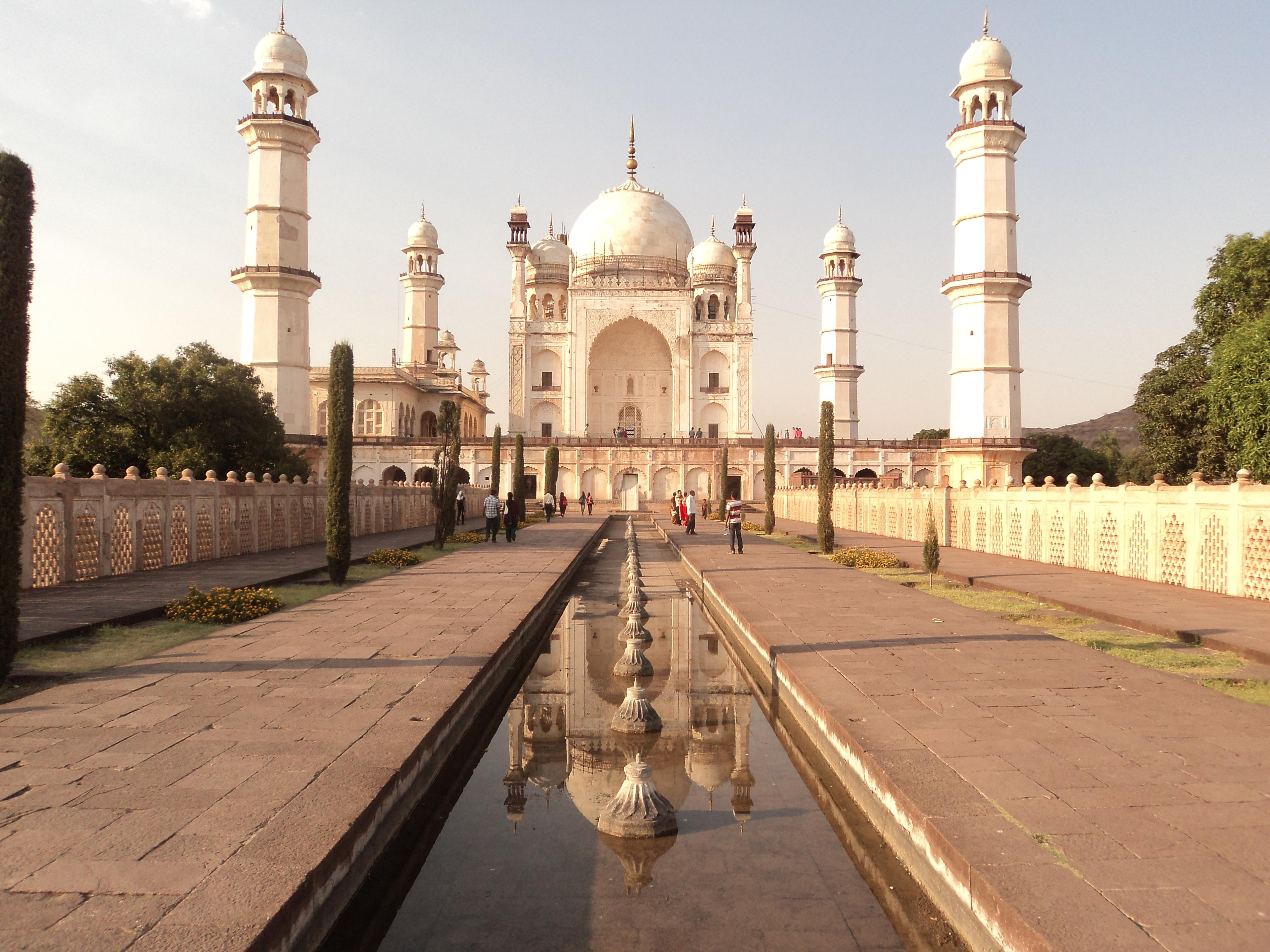
Le mausolée Bibi Ka Maqbara à Aurangâbâd, construit pour la mère d'Aurangzeb, Rabî'a-ud-Daurani, décédée en 1657.

À la différence de ses prédécesseurs, Aurangzeb n'a pas été un grand bâtisseur. Il laisse le Bibi ka maqbara à Aurangâbâd, un mausolée pour sa mère Rabî'a-ud-Daurani, s'inspirant grandement du Taj Mahal bâti auparavant par son père Shah Jahan.

### Fin de règne et succession
Menant une vie assez austère, Aurangzeb survécut à plusieurs de ses enfants. Vers la fin de sa vie, il porte un regard amer sur son règne, exprimant des regrets sur sa vie et sur la perte de l'harmonie que ses prédécesseurs avaient instaurée dans le sous-continent indien[réf. nécessaire]. 
À sa mort, son fils Bahâdur Shâh lui succède sur le trône. 

### La tombe d'Aurangzeb
Aurangzeb est le seul Grand Moghol à ne pas être enterré dans un imposant mausolée. Le sien a été bâti dans la petite ville de Khuldabad, située à une trentaine de kilomètres au nord-ouest d'Aurangâbâd. En conformité avec ses croyances religieuses et son souci de dépouillement et d'austérité, Aurangzeb est inhumé dans une tombe qui se trouve à l'intérieur d'un ensemble architectural, mais qui est placée dans une cour en plein air. Cette manière de faire n'est pas unique dans l'architecture musulmane, même s'il peut sembler paradoxal de bâtir un mausolée mais de ne pas déposer le catafalque à l'intérieur même du bâtiment. Derrière cela, on trouve la croyance qu'une tombe qui n'est pas exposée à la pluie et à la rosée n'est pas bénie. Une croyance qui était sans doute assez répandue dans l'Empire Moghol, et qui avait même fait l'objet d'un décret. Elle tire probablement sa légitimité de ce verset coranique : « C'est lui qui déchaîne les vents comme une annonce de sa miséricorde. Lorsqu'ils portent de lourds nuages, nous les poussons vers une terre morte; nous en faisons tomber l'eau avec laquelle nous faisons croître toutes sortes de fruits. »

## Titre impérial complet
Al-Sultan al-Azam wal Khaqan al-Mukarram Hazrat Abul Muzaffar Muhy-ud-Din Muhammad Aurangzeb Bahadur Alamgir I, Badshah Ghazi, Shahanshah-e-Sultanat-ul-Hindiyyah Wal Mughaliyyah.

## Manifestations autour d'Aurangzeb
La sortie du film Chhaava, en février 2025, a déclenché à la mi-mars de la même année une vague de manifestations des nationalistes indiens dans l'État indien du Maharashtra afin que le tombeau d'Aurangzbeb soit détruit. Le film « dépeint Aurangzeb comme un sanguinaire, tortionnaire du chef de l’Empire marathe, Sambhaji Maharaj, un fier hindou, considéré comme un martyr » et les manifestations en réaction à sa sortie font craindre que « [t]ous les ingrédients de nouvelles tensions communautaires [soient] posés dans cet État dirigé depuis novembre 2024 par le Bharatiya Janata Party (BJP, Parti du peuple indien) de Narendra Modi, le premier ministre [de l'Inde] ».